# Часовня Святых Отилии и Люции (Вилькув)
Часовня святых Отилии и Люции (пол. Kaplica św. Otylii i św. Łucji) — католический храм, находящийся в селе Вилькув гмины Коцмыжув-Любожица, Краковский повят, Малопольское воеводство, Польша. Часовня является филиальным храмом вилькувского католического прихода и входит в состав краковской архиепархии. Часовня освящена в честь святых Люции и Отилии. Часовня внесена в реестр охраняемых памятников Малопольского воеводства. Часовня входит в туристический маршрут «Малопольский путь деревянного зодчества».
Часовня была построена в XVII веке, когда село Вилькув находилось в собственности бенедиктинского аббатства в Тыньце.
Деревянная часовня построена на каменном фундаменте. Крыша, увенчанная небольшой звонницей, покрыта гонтом. Во внутреннем пространстве часовни находятся богато украшенные хоры с резными деревянными элементами. Деревянный алтарь с барочными элементами покрыт позолотой. В центре алтаря размещена икона, на которой изображена святая Отилия со стоящим перед ней на коленях бенедиктинцем.
23 апреля 1977 года часовня была внесена в реестр охраняемых памятников Малопольского воеводства (№ А-443).